# Виньё-Окке
Виньё-Окке́ (фр. Vigneux-Hocquet) — коммуна во Франции, находится в регионе Пикардия. Департамент коммуны — Эна. Входит в состав кантона Вервен. Округ коммуны — Вервен.
Код INSEE коммуны — 02801.

## Население
Население коммуны на 2010 год составляло 283 человека.
| 1962 | 1968 | 1975 | 1982 | 1990 | 1999 | 2010 |
| ---- | ---- | ---- | ---- | ---- | ---- | ---- |
| 455  | 440  | 391  | 342  | 297  | 265  | 283  |

## Экономика
В 2010 году среди 156 человек трудоспособного возраста (15—64 лет) 107 были экономически активными, 49 — неактивными (показатель активности — 68,6 %, в 1999 году было 61,8 %). Из 107 активных жителей работали 95 человек (54 мужчины и 41 женщина), безработных было 12 (4 мужчины и 8 женщин). Среди 49 неактивных 13 человек были учениками или студентами, 16 — пенсионерами, 20 были неактивными по другим причинам.